# Gmina Dąbie
Die Gmina Dąbie [ˈdɔmbʲɛ] ist eine Stadt-und-Land-Gemeinde im Powiat Kolski der Woiwodschaft Großpolen in Polen. Ihr Sitz ist die gleichnamige Stadt (deutsch Dabie) mit etwa 2000 Einwohnern.

## Geographie

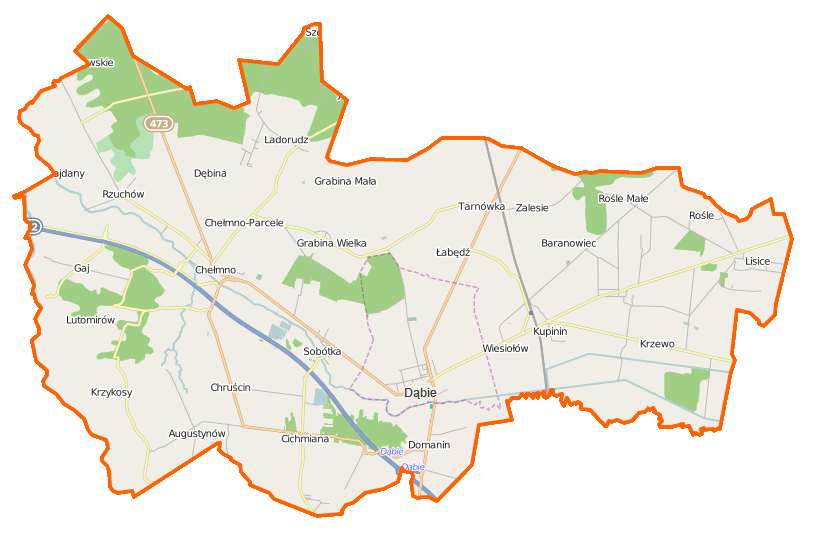
Karte der Gemeinde

Die Gemeinde umfasst ein Gebiet von 130 km² und grenzt im Süden und Osten an die Woiwodschaft Łódź. Die Kreisstadt Koło liegt fünf Kilometer nordwestlich. Zu den Gewässern gehört der Fluss Ner, ein Nebenfluss der Warthe.

## Geschichte
Die Gemeinde wurde 1973 gebildet und gehörte von 1975 bis 1998 zur Woiwodschaft Konin.
In der deutschen Besatzungszeit erhielten die Orte „deutsche“ Namen. Die Synagoge der Stadt Dąbie wurde teilweise zerstört. Sie ist heute ein Wohnhaus und steht unter Denkmalschutz. In der Stadt wurde 1941 ein Ghetto eingerichtet.
Von Dezember 1941 bis März 1943 bestand das Vernichtungslager Kulmhof bei Chełmno nad Nerem, in dem vor allem Juden, Sinti und Roma in Gaswagen ermordet wurden. Eine Gedenkstätte befindet sich im ehemaligen „Waldlager“.

## Gliederung
Die Stadt-und-Land-Gemeinde Dąbie  mit 6500 Einwohnern. Dazu gehören folgende Ortschaften:
| Name                  | Name während der deutschen Besetzung (1940–1945) |
| --------------------- | ------------------------------------------------ |
| Augustynów            | Augustenhof                                      |
| Baranowiec            | Böcklin                                          |
| Chełmno nad Nerem     | Kulmhof                                          |
| Chełmno-Parcele       |                                                  |
| Chruścin              | Zweigtal                                         |
| Cichmiana             | Eckendorf                                        |
| Domanin               |                                                  |
| Dąbie                 | Eichstädt                                        |
| Gaj                   | Buschen                                          |
| Grabina Wielka        | Groß Buchenwalde                                 |
| Karszew               | Karschin                                         |
| Krzewo                | Sedan                                            |
| Krzykosy              | Vogelweide                                       |
| Kupinin               | Falkenhorst                                      |
| Ladorudz              | Ladau                                            |
| Lisice                | Reinecken                                        |
| Lutomirów             | Lutzing                                          |
| Majdany               | Maiden                                           |
| Rośle Duże            | Rosen                                            |
| Rzuchów               | Schuchen                                         |
| Sobótka               | Schönhagen                                       |
| Tarnówka              | Ladenberg                                        |
| Tarnówka Wiesiołowska | Tondorf                                          |
| Wiesiołów             | Wiesental                                        |
| Zalesie-Kolonia       | Neu Waldenau                                     |

## Verkehr
Der Hauptort liegt an den wichtigen Woiwodschaftsstraßen DW263 und DW473. Die Autobahn A2 durchzieht das Gemeindegebiet.
Der Dienstbahnhof Dąbie an der Bahnstrecke Chorzów–Tczew liegt ein paar Kilometer östlich der Stadt.